# Trogen
Pour la commune d'Allemagne, voir Trogen (Bavière).
Trogen est une commune suisse du canton d'Appenzell Rhodes-Extérieures.

## Géographie

Vue aérienne (1949)

La commune de Trogen mesure 10,02 km2. Elle est traversée par la rivière Goldach. La localité fait partie de l'association Les Plus Beaux Villages de Suisse.
Trogen est limitrophe des communes de Gais, Bühler, Speicher, Rehetobel et Wald dans le canton d'Appenzell Rhodes-Extérieures, d'Altstätten dans le canton de Saint-Gall et de Oberegg dans le canton d'Appenzell Rhodes-Intérieures.
Trogen abrite le village d'enfants Pestalozzi, nommé d'après le pédagogue Johann Heinrich Pestalozzi.

## Démographie
Trogen compte 1 845 habitants au 31 décembre 2022 pour une densité de population de 184 hab/km2. Sur la période 2010-2019, sa population a augmenté de 3,9 % (canton : 4,6 % ; Suisse : 9,4 %).  

## Culture et patrimoine

### Héraldique
| Blason | Blasonnement : D'argent à l'ours de sable, lampassé de gueules, issant d'une auge d'or. |